# Jasmin Duehring
Jasmin Duehring, nata Glaesser (Paderborn, 8 luglio 1992), è un'ex pistard e ciclista su strada tedesca naturalizzata canadese, medaglia di bronzo nell'inseguimento a squadre ai Giochi olimpici di Londra 2012 e Rio de Janeiro 2016.
È sposata con il pistard statunitense Jacob Duehring.

## Palmarès

### Pista
- 2011

Giochi panamericani, Inseguimento a squadre (con Laura Brown e Stephanie Roorda)
- 2013

3ª prova Coppa del mondo 2012-2013, Inseguimento a squadre (Aguascalientes, con Gillian Carleton e Stephanie Roorda)
- 2014

Los Angeles Grand Prix, Inseguimento a squadre (con Julie Beveridge, Laura Brown, Gillian Carleton e Stephanie Roorda)
3ª prova Coppa del mondo 2013-2014, Inseguimento a squadre (Guadalajara, con Allison Beveridge, Laura Brown e Stephanie Roorda)
Campionati panamericani, Inseguimento individuale
Campionati panamericani, Corsa a punti
- 2015

Milton International Challenge, Inseguimento a squadre (con Allison Beveridge, Laura Brown e Kirsti Lay)
Giochi panamericani, Inseguimento a squadre (con Allison Beveridge, Laura Brown e Kirsti Lay)
Campionati canadesi, Omnium
Campionati canadesi, Inseguimento individuale
1ª prova Coppa del mondo 2015-2016, Inseguimento a squadre (Cali, con Allison Beveridge, Kirsti Lay e Stephanie Roorda)
- 2016

3ª prova Coppa del mondo 2015-2016, Inseguimento a squadre (Hong Kong, con Laura Brown, Stephanie Roorda e Georgia Simmerling)
Campionati panamericani, Inseguimento a squadre (con Ariane Bonhomme, Kinley Gibson e Jamie Gilgen)
Campionati panamericani, Corsa a punti
- 2017

Campionati canadesi, Americana (con Allison Beveridge)

### Strada
- 2015 (Optum presented by Kelly Benefit Strategies, una vittoria)

Giochi panamericani, Prova in linea (con la Nazionale canadese)
- 2016 (Rally Cycling, una vittoria)

2ª tappa Tour of the Gila (Fort Bayard > Fort Bayard)
- 2018 (Twenty20 presented by Sho-Air, quattro vittorie)

1ª tappa San Dimas Stage Race
2ª tappa San Dimas Stage Race
Classifica generale San Dimas Stage Race
3ª tappa Redlands Bicycle Classic

#### Altri successi
- 2015 (Optum presented by Kelly Benefit Strategies)

Classifica giovani Tour of the Gila
- 2016 (Rally Cycling)

Classifica giovani Tour of the Gila

## Piazzamenti

### Grandi Giri
- Giro d'Italia

2013: 52ª

### Competizioni mondiali
- Campionati del mondo su pista

Melbourne 2012 - Inseg. a squadre: 3ª
Melbourne 2012 - Corsa a punti: 2ª
Minsk 2013 - Inseg. a squadre: 3ª
Minsk 2013 - Corsa a punti: 15ª
Cali 2014 - Inseg. a squadre: 2ª
Cali 2014 - Corsa a punti: 3ª
St-Quentin-en-Yv. 2015 - Inseg. a squadre: 3ª
St-Quentin-en-Yv. 2015 - Inseg. individuale: 6ª
Londra 2016 - Inseg. a squadre: 2ª
Londra 2016 - Corsa a punti: 2ª
Hong Kong 2017 - Inseg. a squadre: 6ª
Hong Kong 2017 - Corsa a punti: 6ª
Hong Kong 2017 - Scratch: 6ª
Apeldoorn 2018 - Scratch: 7ª
Apeldoorn 2018 - Corsa a punti: 3ª
Berlino 2020 - Inseg. a squadre: 4ª
- Campionati del mondo su strada

Richmond 2015 - Cronosquadre: 9ª
- Giochi olimpici

Londra 2012 - Inseguimento a squadre: 3ª
Rio de Janeiro 2016 - Inseguimento a squadre: 3ª
Tokyo 2020 - Inseguimento a squadre: 4ª

### Competizioni continentali
- Campionati panamericani

Aguascalientes 2014 - Inseguimento a squadre: 5ª
Aguascalientes 2014 - Inseguimento individuale: vincitrice
Aguascalientes 2014 - Corsa a punti: vincitrice
Aguascalientes 2016 - Inseguimento a squadre: vincitrice
Aguascalientes 2016 - Scratch: 5ª
Aguascalientes 2016 - Inseguimento individuale: 3ª
Aguascalientes 2016 - Corsa a punti: vincitrice
- Giochi panamericani

Guadalajara 2011 - Inseguimento a squadre: vincitrice
Toronto 2015 - Inseguimento a squadre: vincitrice
Toronto 2015 - Omnium: 2ª
Toronto 2015 - Cronometro: 2ª
Toronto 2015 - In linea: vincitrice